# Social Army
Social Army is een Surinaamse stichting die bestaat uit jongeren die sociale projecten in de samenleving uitvoeren. Ze is gevestigd in Paramaribo en richt zich ook op projecten in het binnenland. De organisatie wordt gefinancierd door donaties, fundraising en sponsoring.
Social Army werd begin 2019 opgericht en voerde het eerste hulpproject uit op 25 februari van dat jaar. In de eerste acht maanden werden negen projecten uitgevoerd en in geheel 2019 werden 1200 mensen geholpen. De voorzitter van de stichting is Mitchell Matroos (stand 2019). De organisatie kende in het oprichtingsjaar 21 vrijwilligers.
Een voorbeeld van een terugkerend project is de trash challenge waarin bewustwording wordt gekweekt voor een schoner milieu door afval in dorpen op te ruimen. Deze actie wordt gehouden na elke duizendste like op Facebook. Daarnaast worden bewoners in het binnenland ondersteund met levensmiddelen, kleding en toiletartikelen, werd een gezin geholpen na een woningbrand, schoolspullen verzameld, gekookt voor dak- en thuislozen, en zetten de jongeren zich in voor een baby die een tumorbehandeling in Colombia nodig had.
op 15 april 2020 startte Social Army het project 'Crisis Covid-19' dat in eerste instantie voor een maand gepland was en bedoeld is om voedsel in te zamelen voor mensen die moeite hebben de coronaperiode te overbruggen. In december 2021 hield de organisatie een inzamelingsactie voor kansarme kinderen. In 2023 werd op Kinderdag (5 december) in Gunsi een speciaal project uitgevoerd met trainingen en workshops.